# Éléonore Costes
Éléonore Costes est une actrice, scénariste, réalisatrice, musicienne et auteure de bande dessinée française, née le 25 avril 1986 à Enghien-les-Bains. Elle est notamment connue pour avoir fait partie des collectifs Frenchnerd et Golden Moustache.

## Biographie
Éléonore Costes tourne ses premières vidéos avec sa sœur Raphaëlle dès l'âge de 13 ans.
À l'âge de 16 ans, elle quitte le circuit scolaire pour se consacrer à ses deux passions : la musique et la comédie. En 2002, elle étudie au Conservatoire à rayonnement régional de Cergy-Pontoise section art dramatique et improvisation jazz tout en suivant les cours Florent à Paris.
En 2010, elle crée sa propre web-série Le Journal de Lolo et se fait repérer par François Descraques qui lui offre le rôle de Léa dans Starleague puis celui de Sara Lombardi dans la série Le Visiteur du Futur où elle commence à se faire un nom.
Eléonore Costes rejoint le collectif Golden Moustache à la rentrée 2013. Elle est d'abord actrice puis devient scénariste et réalisatrice dans plus d'une quarantaine de sketchs, notamment La Levrette romantique qui lui vaudra le prix SACD du meilleur scénario en 2015. Au Golden Moustache, elle fait également partie du pôle auteur brand content pour lequel elle produit de nombreux scénarios voués à différentes marques[évasif]. Parmi ces créations, on peut notamment citer Love In Translation ou Break up, deux séries sélectionnées dans des festivals,.
En plus du Golden Moustache, Eléonore Costes joue dans de nombreux projets web[évasif] ou à la télévision comme dans le Studio Bagel, Rock Macabre ou la série Calls.
Eléonore Costes co-écrit et interprète un des personnages principaux dans Zérosterone, une série qui a suscité quelques articles de la part de certains médias pour son thème qui imagine un monde sans hommes,.
En 2018, elle relance sa chaîne YouTube avec Les topos de Lolo et reçoit des critiques positives de la presse tel que Télérama ou Madmoizelle.com. Puis elle lance la série Genre Humaine, récompensée en 2020 avec le Grand prix de la web-série au festival de Luchon.
En 2024, elle réalise la série Bouchon dans laquelle elle joue le personnage principal Lolo. La série est présentée lors du Festival Séries Mania en mars 2024.
En plus de sa carrière audiovisuelle, Eléonore Costes scénarise une bande dessinée, La soutenable légèreté de l’être, qui paraît aux éditions Delcourt. Elle est également musicienne et a donné plusieurs concerts[évasif] de 2013 à 2017 avec le groupe Les sœurs Costes en compagnie de sa sœur Raphaëlle.

## Filmographie

### Actrice

#### Longs métrages
- 2011 : Le Pas Petit Poucet de Christophe Campos
- 2015 : Les Dissociés de Raphaël Descraques

#### Courts métrages
- 2015 : Everybody be cool de Francis Magnin
- 2017 : Petit comité de Pierre J. Secondi
- 2021 : 1mn20 de Péa

#### Télévision
- 2011 : Plus belle la vie
- 2013 : WorkinGirls de Sylvain Fusé
- 2014 : La Question de la fin réalisé par Ludoc
- 2015 : Golden Moustache spécial Parodie
- 2016 : Le Tour du Bagel
- 2018 : La Collection
- 2018 : Abonne-toi des Yes vous aime
- 2019 : Calls de Timothée Hochet
- 2019 : Migraine de Roman Frayssinet
- 2020 : Scènes de ménages réalisé par Xavier de Choudens
- 2021 : Une mère parfaite de Fred Garson : Audrey Carnau

#### Web-séries
- 2010-2013 : Le Journal de Lolo d'elle-même
- 2011-2012 : Starleague de François Descraques
- 2009-2014 : Le Visiteur du futur de François Descraques
- 2012 : Le Guichet de Slimane-Baptiste Berhoun
- 2014 : Le Journal de Lolo à Rio réalisé par Vladimir Rodionov
- 2015 : Rock macabre de François Descraques
- 2017 : Love In Translation réalisé par Nadja Anane
- 2017-2019 : Martin, sexe faible de Juliette Tresanini et Paul Lapierre
- 2018 : SAM SAM SAM réalisé par Sebastien Geroudet
- 2018 : Les Emmerdeurs de Valentin Vincent et Morgan S. Dalibert
- 2018 : Zérosterone réalisé par Nadja Anane
- 2019 : Break-up de Eléonore Costes et Vladimir Rodionov
- 2019-2020 : Genre humaine réalisé par Amaury Deque

### Scénariste
- 2014-2018 : sketchs au Golden Moustache
- 2014 : Le journal de Lolo à Rio réalisée par Vladimir Rodionov
- 2016 : Les originaux réalisée par Arthur Laloux
- 2016 : Le décodeur
- 2016 : Mains en l’air réalisé par Louis Farge
- 2017 : Love In Translation réalisé par Nadja Anane
- 2017-2019 : Les topos de Lolo
- 2018 : Zérosterone réalisé par Nadja Anane
- 2019 : Break-up réalisé par Vladimir Rodionov
- 2019-2020 : Genre Humaine réalisé par Amaury Deque
- 2020 : FANTASME
- 2022 : Hippocampe
- 2024 : Bouchon

## Publication
- 2018 : La soutenable légèreté de l’être avec Karensac, éd. Delcourt

## Distinctions
- 2015 : Prix du scénario SACD-Youtube pour La Levrette romantique[3]
- 2017 : Sélectionné au festival de Luchon dans la catégorie digitale séries pour Love In Translation[4]
- 2019 : Sélectionné au festival série Mania dans la catégorie format court pour Zérosterone[13]
- 2019 : Sélectionné au festival série Mania dans la catégorie format court pour Break-up[5]
- 2020 : Grand prix de la web série au festival de Luchon pour Genre Humaine[10]